# 開運音楽堂
開運音楽堂（かいうんおんがくどう）は、TBSテレビ（関東ローカル）にて2003年4月12日から2023年12月23日まで放送されていた早朝の音楽番組。放送時間は毎週土曜日午前4:15 - 4:45。放送開始当初は午前5:00 - 5:25。2006年4月より4:45 - 5:10、2009年4月より4:50 - 5:15、2010年7月には5分延長し4:30-5:00、2016年4月より現在の時間となった。

## 概要

### 放送内容
J-POP、演歌、歌謡曲のミュージック・ビデオ（MV）の紹介に加え、ゲストトークや企画コーナー、新作連続ドラマ紹介などを交えた内容となっていた。
地上波キー局で演歌、歌謡曲のMVを観ることが出来る数少ない番組の1つで、紹介曲の歌手の多くからビデオコメントが寄せられる。文字多重放送にも対応しているため、歌詞を見ながらのMV視聴が可能。
番組開始当初よりロケ企画などを除き、東京・赤坂のTBS内にあると思われる背景がガラス張りのサテライトスタジオらしき場所から放送。2007年6月よりスタジオがリニューアルされた。2019年8月より東京都千代田区有楽町にある「KEF Music Gallery」に移転。2020年4月に新型コロナウイルス感染拡大よる緊急事態宣言が発出されるとナレーション進行となった。2021年以降のスタジオ収録再開後は、場所を度々変更しながら放送していた。
2008年4月5日の放送でハイビジョン制作になったと発表されたが、それ以前も地上デジタル放送で視聴すると16:9ワイド画面になっていた。生放送ではなく録画放送。
放送開始当初はオノ・アヤコ、MYといった歌手が司会進行をしていたが、半年後にTBSアナウンサー駒田健吾とミスマガジン2003のグランプリ岩佐真悠子のコンビが登場し、以後はアナウンサーとミスマガジングランプリの2人による進行というスタイルが定着した。アシスタントは、2003年から2013年までの9年8ヶ月間、歴代ミスマガジンのグランプリが担当していた。
駒田と岩佐の登場以来、スタジオ進行部分で画面下部に表示されるCG画像など、番組全体的にオレンジを基調としていたが、桜庭ななみの登場時からグリーンを基調としたものに変更された。さらに、杉山と河内の代からは企画によって基調色が変更されることがあった。
2020年2月6日の放送から、「アシスタント」の呼称を「Music Presenter（ミュージック・プレゼンター）」に変更することが公式Twitterより発表された。これにより、「アシスタント」の呼称は第13代で終了となった。

### 番組コンセプト
「先取りに関しては自信があり、いつも数年先を見ている。『今後ブレイク必至』の人材を紹介するのがコンセプト、だから『開運』。」（2008年8月2日放送での駒田談）。実際、番組で取り上げられてから数年後にメジャー・デビューするケースがあり、スキマスイッチ、大塚愛、GReeeeN、秋元順子、加藤ミリヤなど多数のアーティストをブレイク以前に紹介している。特に秋元順子は、ほとんど知名度がなかった2007年2月に取り上げていた。しかしすでにメジャーなアーティストの紹介も多く、すべてがこのコンセプトに基づいて選曲されているわけではない。特に演歌・歌謡曲のコーナーはほとんどがメジャー歌手である。また、グランプリ獲得間もないミスマガジンを起用していたのもこのコンセプトの一環。2019年12月21日の放送では喜入が「ネームバリューではなく可能性にかけるのが開運音楽堂」とも発言している。

### キャッチコピー
番組冒頭でアシスタントによる「音楽を聴けば幸運が訪れる開運音楽堂」という台詞が必ず入る。このコピーは当初「音楽を聴けばあなたに幸運が訪れる開運音楽堂」だったが、途中から「あなたに」が削除された。エンディングは「土曜の朝は開運音楽堂でお楽しみ下さい」とMusic Presenterが言った後、続けて司会進行がエンディングテーマ曲を紹介するのが定番。

### 番組キャラクター
北乃きい出演時から番組中にアニメキャラが登場するようになった。
- きいちゃん…北乃をモデルにした萌え系キャラ。
- クラシナさん…倉科カナ出演時からきいちゃんに変わり登場した。倉科カナがモデルで、初代より若干お姉さんキャラになった。
- シカちゃん…鹿谷弥生出演時からクラシナさんに変わり登場した。鹿谷弥生がモデル。
- 773…桜庭出演時からシカちゃんに変わり登場した。桜庭がモデル。
- SARI…小林さり出演時から登場した。小林がモデル。
- YUA…新川優愛出演時から登場した。新川がモデル。
- うーちゃんまん…佐武宇綺デザインによる丸顔でマントを羽織ったキャラクター
- おぎこ…佐武宇綺デザインによる赤荻アナウンサーを模したキャラクター
- みさぽん…衛藤美彩出演時から登場した。衛藤がモデル。
- たまこ…玉城ティナ出演時から登場した。玉城がモデル。
- ベイビー きくち まめよし…顔は玉城ティナ、体は衛藤美彩、ヒゲは菊地智義（ポテト少年団）本人が描き、佐武宇綺が命名したキャラクター。
- みさとん…河内美里出演時から登場した。河内がモデル。
- ベリースくん...コーナー「加藤一華の開運特報!!」で登場する。加藤がデザインしたキャラクター。
- みょんちゃん...田中弥音がモデルのキャラクター。
- みづきー...我妻美月がモデルのキャラクター。
- れいなさん...藤江れいながモデルのキャラクター。
- 白岡今日花キャラクター...白岡今日花がモデルのキャラクター[3]。
- 赤坂琴音...バーチャルKaiun Girl[4]。

これらのキャラクターを使用した番組グッズとしてステッカーが製作され、きいちゃんステッカーは北乃のオフィシャルブログにて希望者にプレゼント。クラシナさんとシカちゃんステッカーはミスマガジンDVD発売記念イベントに参加者に全員配布。桜庭は講談社のミスマガサイトにてサイン入りでプレゼント。小林の代では缶バッジになり、講談社のミスマガサイトにてサイン入りでプレゼントされた。新川の代からは番組のオープニングに流れるタイトルバックがキャラクターを使用した本格的なアニメーションになった。また、北乃出演以前、岩佐から小阪由佳の代までは、アフロヘアの男のキャラクターが登場していたこともあった。

### MissKaiun
番組ヒロインの名称。初代：河内美里。第2代：我妻美月。第3代：藤江れいな。

### 特番放送時の対応
- 毎年4月上旬のゴルフ中継『マスターズ・トーナメント』放送時は、2008年まで通常通り、2009年と2010年は4:20 - 4:45に繰り上げて放送していたが、2011年以降は4:00からマスターズ中継が行われている為番組自体が休止となっている。また時差が大きい海外で世界陸上[注 2] やバレーボール世界選手権[注 3] が中継される時は休止となる他、2009年から2016年まで毎年8月上旬に『全米プロゴルフ選手権』が中継される日も放送休止となっていた[注 4]。
- 2011年3月12日は、前日に発生した東日本大震災関連の報道特別番組の影響で、2016年4月16日は、当日未明に発生した熊本地震の本震関連の報道特別番組の影響で、番組自体が臨時休止となった。

## 出演者
担当名はいずれも出演当時。

### レギュラー
- 司会進行：オノ・アヤコ（歌手）2003年4月12日 - 2003年5月31日
- 司会進行：MY（歌手）2003年6月7日 - 2003年9月27日
- 初代MC：駒田健吾（TBSアナウンサー）2003年10月4日- 2008年10月25日
- 第2代MC：赤荻歩（TBSアナウンサー）2008年11月1日 - 2014年1月18日
- 第3代MC：杉山真也（TBSアナウンサー）2014年1月18日 - 2019年5月18日
- 第4代MC：喜入友浩（TBSアナウンサー）2019年5月25日 - 2023年4月15日
- 第5代MC：渡部峻（TBSアナウンサー）2023年4月22日 - 2023年12月23日
  - 駒田・赤荻・杉山各アナは番組卒業ではなく「開運活動を休止する」と発表した。

- 初代アシスタント：岩佐真悠子（ミスマガジン2003グランプリ）2003年10月4日 - 2004年9月25日
- 第2代アシスタント：小阪由佳（ミスマガジン2004グランプリ）2004年10月2日 - 2005年9月24日
- 第3代アシスタント：北乃きい（ミスマガジン2005グランプリ）2005年10月1日 - 2006年9月30日
- 第4代アシスタント：倉科カナ（ミスマガジン2006グランプリ）2006年10月7日 -2007年10月27日
- 第5代アシスタント：鹿谷弥生（ミスマガジン2007グランプリ）2007年10月6日 - 2008年10月25日・2014年8月2日
- 第6代アシスタント：桜庭ななみ（ミスマガジン2008グランプリ）2008年10月4日 - 2009年10月31日
- 第7代アシスタント：小林さり（ミスマガジン2009グランプリ）2009年10月10日 - 2010年10月30日
- 第8代アシスタント：新川優愛（ミスマガジン2010グランプリ）2010年10月9日 - 2011年10月22日
- 第9・10代アシスタント：衛藤美彩（乃木坂46）2011年10月8日 - 2019年3月30日
  - ニックネームは「みさ先輩」。ミスマガジン休止等の理由で番組初の2期連続アシスタント。9代の頃は肩書きに「ミスマガジン2011グランプリ」の表記があったが、10代就任後は削除された。2013年12月14日をもって河内にアシスタントを譲った後、自ら「殿堂入り」を宣言し、名誉アシスタントになる。以後、「となりの駅のみさ先輩」コーナーを担当し、2019年3月31日に乃木坂46を卒業することにともない、その前日にコーナーが終了した。
- 第11代アシスタント：河内美里（初代MissKaiun）2013年12月21日 - 2016年10月22日・2019年9月1日
- 第12代アシスタント：我妻美月（第2代MissKaiun）2016年10月29日 - 2018年6月23日
- 第13代アシスタント・初代Music Presenter：藤江れいな（第3代MissKaiun）2018年7月28日 - 2021年9月25日・2021年10月16日
  - ニックネームは「れいなさん」。AKB48時代の2012年7月21日 - 2012年9月1日に「アシスタント"自称"番組プロデューサー」としてレギュラー出演。これは期間限定とみられていたが、2016年4月30日にNMB48としてスタジオ出演した際に「やめたつもりはない」と発言し卒業していないことをアピール。その言葉の通り、2018年6月に我妻美月が卒業してアシスタント空席となった番組のピンチを救うためスタジオに復帰。共演者に説得されて第13代アシスタントに就任した。2021年2月より務めていたMusic Presenterの交代に伴い、アシスタント"自称"番組プロデューサーへ復帰。
- 第2代Music Presenter：伊藤かりん 2021年10月2日 - 2023年12月23日

- "自称"番組プロデューサー：佐武宇綺（9nine）2009年11月14日 - 2014年5月3日
  - 番組卒業ではなく「旅立つ」と発表した。
- MissKaiun管理委員：加藤一華 2013年12月7日 - 2015年6月13日
- Kaiun Girl（2号）：聞間彩 2016年4月2日 - 2020年4月25日
  - ニックネームは「きっきー」。藤江が休みだった2019年2月23日の放送ではアシスタント代行ではなく「第14代アシスタント」を自称し、同様のテロップ表示もされた。プロレスのマスクをかぶり、マントを羽織った「ききますく」という名の人物が時々登場するが、正体は聞間だと噂されている（本人は否定）。2019年4月27日の放送でこの「ききますく」が「Kaiun Girl（4号）に就任した」と発言。続く2019年6月22日の放送で、聞間が「夏はマスクが暑いという理由で4号の代行を頼まれた」と発言したため、正確には現在、聞間は「Kaiun Girl（4号代行）」ということになる。

### 準レギュラー
- 矢島舞依 2014年11月1日 - 2015年4月25日
  - ニックネームは「まいにゃん」。2014年12月13日放送では特別企画としてスタジオライブを行い、河内と2人で2ndシングル「シグナル」を披露した。
- Kaiun Girl（1号）：田中弥音 2015年4月4日 - 2017年3月18日
  - ニックネームは「みょんちゃん」。準レギュラーになる前の2014年9月24日 - 2015年1月24日は不定期出演。
- Kaiun Girl（3号）：白岡今日花（Task have Fun）2017年10月7日 - 2021年9月18日
  - ニックネームは「トゥデイ」。2016年9月17日の初出演から1年間は、ゲストやクリスマス限定ユニットとして度々登場。Kaiun Girlとなってからも、ポジションを超えた活躍を見せた[5]。
- Kaiun Girl（5号）：上原あまね（旧芸名：TOWAKO・桐島十和子、PiXMiX）2021年5月8日[6] - 2023年3月11日[7]・2023年11月11日[8] - 2023年12月23日 
  - ニックネームは「とわちゃん」「あまねちゃん」。準レギュラーになる前の2019年12月7日 - 2021年5月1日は不定期出演[9]。2023年3月から長めの春休みに入り、同年11月より「上原あまね」として復帰した。

### アドバイザー
- 野村ケンジ（オーディオ評論家）2016年4月23日 - 2023年12月23日

### 不定期出演
- "自称"Kaiun Boy：青山新（演歌歌手）2021年4月24日 - 2023年12月23日
  - ニックネームは「新くん」「新ちゃん」「ニューニュー」。2021年3月13日にゲスト出演して以降、KaiunBoyを自称し出演した[10]。
- 開運姫：2022年1月29日 - 2023年12月23日
  - ニックネームは「姫」。ベネチアンマスクを着用している[11]。テロップには「Mysterious Princess」と表記されている。詳しいプロフィールは不明だが、アイドルグループ『いちごみるく色に染まりたい。』の安土姫華が代理人であり、その分身として誕生したと説明された。2023年10月7日より、開運姫はイタリアにカンツォーネの勉強に行ったとのことで安土が出演した。

### コーナー進行
- コーナー進行：Kayoco（シンガーソングライター）2008年11月22日- 2009年3月21日
- リポーター：右藤綾子（シンガーソングライター）2006年10月21日 - 2010年11月6日
- 名曲ナビゲーター：黒澤拓（mora）2020年10月31日 - 2022年3月5日
- 町あかり 2021年10月23日 - 2022年3月12日
- あすきょう 2021年4月3日 - 2022年11月25日
- 長谷川瑞 2021年4月17日 - 2023年12月23日
- なみめろ 2022年4月16日 - 2023年12月23日
- 木山裕策 2023年4月15日 - 2023年12月23日

### 季節限定出演
- クリスマス限定ユニット
  - さくさくとぅでい：安藤咲桜がサンタクロース、白岡今日花がトナカイのユニット。2016年12月24日、2017年12月23日、2018年12月22日に登場。
  - とぅでいとわ：白岡今日花がサンタクロース、TOWAKOがトナカイのユニット。2019年12月21日に登場。
  - シン・とわ：青山新がサンタクロース、桐島十和子がトナカイのユニット。2021年12月25日に登場。
  - リコとわ：リコ（821）がサンタクロース、桐島十和子がトナカイのユニット。2022年12月24日に登場。

### 代行
- 司会代役：藤森祥平（TBSアナウンサー）2005年11月5日 - 26日
  - 駒田が夏休みのため。

### 変遷
| 担当         | 出演者（2003年度）                                                        |
| ------------ | ------------------------------------------------------------------------- |
| MC           | オノ･アヤコ< - 2003年5月> / MY<2003年6月 - 9月> / 駒田健吾<2003年10月 - > |
| アシスタント | 岩佐真悠子<2003年10月 - >                                                 |

| 担当         | 出演者（2004年度）                                 |
| ------------ | -------------------------------------------------- |
| MC           | 駒田健吾                                           |
| アシスタント | 岩佐真悠子< - 2004年9月> / 小阪由佳<2004年10月 - > |

| 担当         | 出演者（2005年度）                               |
| ------------ | ------------------------------------------------ |
| MC           | 駒田健吾                                         |
| アシスタント | 小阪由佳< - 2005年9月> / 北乃きい<2005年10月 - > |

| 担当         | 出演者（2006年度）                               |
| ------------ | ------------------------------------------------ |
| MC           | 駒田健吾                                         |
| アシスタント | 北乃きい< - 2006年9月> / 倉科カナ<2006年10月 - > |
| その他       | 右藤綾子<2006年10月 - >                          |

| 担当         | 出演者（2007年度）                                |
| ------------ | ------------------------------------------------- |
| MC           | 駒田健吾                                          |
| アシスタント | 倉科カナ< - 2007年10月> / 鹿谷弥生<2007年10月 - > |
| その他       | 右藤綾子                                          |

| 担当         | 出演者（2008年度）                                  |
| ------------ | --------------------------------------------------- |
| MC           | 駒田健吾< - 2008年10月> / 赤荻歩<2008年11月 - >     |
| アシスタント | 鹿谷弥生< - 2008年10月> / 桜庭ななみ<2008年10月 - > |
| その他       | 右藤綾子 / Kayoco<2008年11月 - >                    |

| 担当         | 出演者（2009年度）                                  |
| ------------ | --------------------------------------------------- |
| MC           | 赤荻歩                                              |
| アシスタント | 桜庭ななみ< - 2009年10月> / 小林さり<2009年10月 - > |
| その他       | 右藤綾子 / 佐武宇綺<2009年11月 - >                  |

| 担当         | 出演者（2010年度）                                |
| ------------ | ------------------------------------------------- |
| MC           | 赤荻歩                                            |
| アシスタント | 小林さり< - 2010年10月> / 新川優愛<2010年10月 - > |
| その他       | 右藤綾子< - 2010年11月> / 佐武宇綺                |

| 担当         | 出演者（2011年度）                                |
| ------------ | ------------------------------------------------- |
| MC           | 赤荻歩                                            |
| アシスタント | 新川優愛< - 2011年10月> / 衛藤美彩<2011年10月 - > |
| その他       | 佐武宇綺                                          |

| 担当         | 出演者（2012年度）                     |
| ------------ | -------------------------------------- |
| MC           | 赤荻歩                                 |
| アシスタント | 衛藤美彩                               |
| その他       | 佐武宇綺 / 藤江れいな<2012年7月 - 9月> |

| 担当         | 出演者（2013年度）                            |
| ------------ | --------------------------------------------- |
| MC           | 赤荻歩< - 2014年1月> / 杉山真也<2014年1月 - > |
| アシスタント | 衛藤美彩 / 河内美里<2013年10月 - >            |
| その他       | 佐武宇綺 / 加藤一華<2013年6月 - >             |

| 担当         | 出演者（2014年度）                                                    |
| ------------ | --------------------------------------------------------------------- |
| MC           | 杉山真也                                                              |
| アシスタント | 衛藤美彩 / 河内美里                                                   |
| その他       | 佐武宇綺< - 2014年5月> / 加藤一華 / 矢島舞依 / 田中弥音<2014年9月 - > |

| 担当         | 出演者（2015年度）                              |
| ------------ | ----------------------------------------------- |
| MC           | 杉山真也                                        |
| アシスタント | 衛藤美彩 / 河内美里                             |
| Kaiun Girl   | 田中弥音                                        |
| その他       | 加藤一華< - 2015年6月> / 矢島舞依< - 2015年4月> |

| 担当         | 出演者（2016年度）                                           |
| ------------ | ------------------------------------------------------------ |
| MC           | 杉山真也                                                     |
| アシスタント | 衛藤美彩 / 河内美里< - 2016年10月> / 我妻美月<2016年10月 - > |
| Kaiun Girl   | 田中弥音 / 聞間彩                                            |
| その他       | 野村ケンジ                                                   |

| 担当         | 出演者（2017年度）                 |
| ------------ | ---------------------------------- |
| MC           | 杉山真也                           |
| アシスタント | 衛藤美彩 / 我妻美月                |
| Kaiun Girl   | 聞間彩 / 白岡今日花<2017年10月 - > |
| その他       | 野村ケンジ                         |

| 担当         | 出演者（2018年度）                                           |
| ------------ | ------------------------------------------------------------ |
| MC           | 杉山真也                                                     |
| アシスタント | 衛藤美彩 / 我妻美月< - 2018年6月> / 藤江れいな<2018年7月 - > |
| Kaiun Girl   | 聞間彩 / 白岡今日花                                          |
| その他       | 野村ケンジ                                                   |

| 担当         | 出演者（2019年度）                              |
| ------------ | ----------------------------------------------- |
| MC           | 杉山真也< - 2019年5月> / 喜入友浩<2019年5月 - > |
| アシスタント | 藤江れいな                                      |
| Kaiun Girl   | 聞間彩 / 白岡今日花                             |
| その他       | 野村ケンジ                                      |

| 担当         | 出演者（2020年度）                 |
| ------------ | ---------------------------------- |
| MC           | 喜入友浩                           |
| アシスタント | 藤江れいな                         |
| Kaiun Girl   | 白岡今日花                         |
| その他       | 野村ケンジ / 黒澤拓<2020年10月 - > |

| 担当         | 出演者（2021年度）                                                                                    |
| ------------ | --- |
| MC           | 喜入友浩                                                                                              |
| アシスタント | 藤江れいな< - 2020年9月> / 伊藤かりん<2021年10月 - >                                                  |
| Kaiun Girl   | 白岡今日花< - 2021年9月> / 桐島十和子<2021年5月 - >                                                   |
| その他       | 野村ケンジ / 黒澤拓 / 青山新 / あすきょう / 長谷川瑞 / 町あかり<2021年10月 - > / 開運姫<2022年1月 - > |

| 担当         | 出演者（2022年度）                                                                                 |
| ------------ | -------------------------------------------------------------------------------------------------- |
| MC           | 喜入友浩                                                                                           |
| アシスタント | 伊藤かりん                                                                                         |
| Kaiun Girl   | 桐島十和子                                                                                         |
| その他       | 野村ケンジ / 黒澤拓 / 青山新 / あすきょう< - 2022年11月> / 長谷川瑞 / 町あかり / 開運姫 / なみめろ |

| 担当         | 出演者（2023年度）                                                        |
| ------------ | ------------------------------------------------------------------------- |
| MC           | 渡部峻                                                                    |
| アシスタント | 伊藤かりん                                                                |
| Kaiun Girl   | 上原あまね                                                                |
| その他       | 野村ケンジ / 青山新 / 長谷川瑞 / 開運姫（安土姫華） / なみめろ / 木山裕策 |

## ゲスト
区切りの回（100回など）ではなく、その次の回に記念ゲストを呼ぶのが恒例化していた。2023年5月から10月にかけて、公式SNSの投稿が行われなかった。
| 放送日                 | 出演者                                                                                             | 備考                                                                                                 |        |        |
| 2003年                 | 2003年                                                                                             | 2003年                                                                                               | 2003年 | 2003年 |
| ---------------------- | -------------------------------------------------------------------------------------------------- | --- | ------ | ------ |
| 11月8日                | 東龍太郎                                                                                           | |        |        |
| 2004年                 | | |        |        |
| 4月17日                | 川野夏美                                                                                           | 放送51回                                                                                             |        |        |
| 7月3日                 | 奥村愛子                                                                                           | |        |        |
| 9月4日・11日           | 萬Z（量産型）                                                                                      | |        |        |
| 10月9日                | 小野綾子                                                                                           | |        |        |
| 12月11日               | 東風                                                                                               | |        |        |
| 2005年                 | | |        |        |
| 2月5日                 | 山本智子                                                                                           | |        |        |
| 3月26日                | 小村美貴                                                                                           | |        |        |
| 4月16日                | 森山愛子                                                                                           | 放送101回                                                                                            |        |        |
| 5月21日                | あさみちゆき                                                                                       | |        |        |
| 12月24日               | HIRO（けちゃっぷmania）                                                                            | |        |        |
| 2006年                 | | |        |        |
| 2月18日                | ryuta&神楽佳典（aorta）                                                                            | |        |        |
| 4月1日                 | 湯原昌幸                                                                                           | 放送151回                                                                                            |        |        |
| 5月20日                | KAYO&MAKI（好色人種）                                                                              | |        |        |
| 6月24日                | 小村美貴                                                                                           | |        |        |
| 7月1日                 | 小阪由佳                                                                                           | |        |        |
| 2007年                 | | |        |        |
| 1月6日                 | 入船加澄実                                                                                         | 倉科カナのミスマガジン同期                                                                           |        |        |
| 2月10日                | 秋山奈々                                                                                           | |        |        |
| 3月17日                | 拝郷メイコ                                                                                         | 放送201回                                                                                            |        |        |
| 6月23日                | 小阪由佳                                                                                           | |        |        |
| 7月28日                | PAN POP PARADISE                                                                                   | |        |        |
| 12月1日                | iora                                                                                               | |        |        |
| 2008年                 | | |        |        |
| 1月5日                 | 矢部美幸                                                                                           | 鹿谷弥生の所属事務所社長                                                                             |        |        |
| 2月2日                 | 山崎真実                                                                                           | 鹿谷弥生の所属事務所およびミスマガジンの先輩                                                         |        |        |
| 3月15日                | 小嶋陽菜&峯岸みなみ（AKB48）                                                                       | 放送251回                                                                                            |        |        |
| 4月5日                 | 山崎真実                                                                                           | |        |        |
| 5月3日                 | あいか                                                                                             | 鹿谷弥生のミスマガジン同期                                                                           |        |        |
| 7月5日                 | 小阪由佳                                                                                           | |        |        |
| 9月27日                | 矢部美幸                                                                                           | |        |        |
| 11月15日               | 倉科カナ                                                                                           | |        |        |
| 2009年                 | | |        |        |
| 1月31日                | さくらまや                                                                                         | |        |        |
| 3月7日                 | KAHORI（FOTP）                                                                                     | 放送301回                                                                                            |        |        |
| 4月11日                | 市瀬秀和                                                                                           | |        |        |
| 4月18日                | 倉科カナ                                                                                           | |        |        |
| 4月25日                | 佐藤さくら                                                                                         | 桜庭ななみのミスマガジン同期                                                                         |        |        |
| 5月2日                 | あいか                                                                                             | |        |        |
| 5月23日                | 山崎樹範                                                                                           | |        |        |
| 5月30日                | 川村陽介                                                                                           | |        |        |
| 6月6日                 | 佐藤健                                                                                             | |        |        |
| 6月13日                | mimika                                                                                             | |        |        |
| 8月1日・8日            | つまみ枝豆                                                                                         | |        |        |
| 9月19日                | JACREN                                                                                             | |        |        |
| 10月17・24日           | 菊里ひかり                                                                                         | 桜庭ななみの所属事務所後輩 および小林さりのミスマガジン同期                                          |        |        |
| 11月28日               | 吉田山田                                                                                           | |        |        |
| 2010年                 | | |        |        |
| 2月20日                | HIDEKI&SARTIN（Sanaemon）                                                                          | |        |        |
| 3月6日                 | 大谷澪                                                                                             | 放送351回                                                                                            |        |        |
| 4月17・24日            | 荒井萌&高木古都                                                                                    | 小林さり・佐武宇綺のミスマガジン同期                                                                 |        |        |
| 5月15日                | 伊勢みはと                                                                                         | |        |        |
| 6月5日                 | 堀内孝雄                                                                                           | |        |        |
| 6月12日                | あいか                                                                                             | |        |        |
| 7月31日                | 清水富美加                                                                                         | 新川優愛のミスマガジン同期                                                                           |        |        |
| 8月28日                | Sherry                                                                                             | |        |        |
| 9月4日                 | ANYくん                                                                                            | 赤荻アナウンサーの愛犬                                                                               |        |        |
| 9月25日                | 中島愛里                                                                                           | |        |        |
| 11月20日               | みずき舞                                                                                           | |        |        |
| 11月27日               | 加藤未央                                                                                           | ミスマガジン10周年 スペシャルゲスト ミスマガジン2001グランプリ                                       |        |        |
| 12月4日                | マイコ                                                                                             | |        |        |
| 2011年                 | | |        |        |
| 1月8日                 | Lil'B 出光仁美 SHUUBI 清水富美加                                                                   | 新川優愛のミスマガジン同期                                                                           |        |        |
| 2月12日                | 星本エリー                                                                                         | |        |        |
| 3月5日                 | 桜庭ななみ                                                                                         | 放送401回                                                                                            |        |        |
| 4月23日                | 小池唯 あいか                                                                                      | ミスマガジン2008 マガジンメイト                                                                      |        |        |
| 5月28日                | あさみちゆき                                                                                       | |        |        |
| 6月25日                | あいか                                                                                             | |        |        |
| 7月9・23日             | 菊地智義（ポテト少年団）                                                                           | |        |        |
| 7月30日                | ANYくん                                                                                            | 赤荻アナウンサーの愛犬                                                                               |        |        |
| 9月24日                | 綾乃美花                                                                                           | ミスマガジン2011 準グランプリ 衛藤美彩のミスガマジン同期                                             |        |        |
| 10月15日               | 鹿谷弥生 中島愛里 伊勢みはと                                                                       | ミスマガジン2007 グランプリ・しかバンビボーカル ミス週刊少年マガジン2007 ミスマガジン2007 読者特別賞 |        |        |
| 10月29日               | 新川優愛                                                                                           | ミスセブンティーン2011                                                                               |        |        |
| 11月5日                | 佐藤史果                                                                                           | 歌手で佐武の高校時代のクラスメイト                                                                   |        |        |
| 11月12日               | 鹿谷弥生                                                                                           | ミスマガジン2007 グランプリ・しかバンビボーカル                                                      |        |        |
| 11月19日               | 村田寛奈＆吉井香奈恵（9nine）                                                                      | |        |        |
| 12月3日                | 向井政生（TBSアナウンサー）                                                                        | けいおん！おんがくどう司会担当                                                                       |        |        |
| 2012年                 | | |        |        |
| 1月7・14・21・28日     | 秋月三佳                                                                                           | ミス週刊少年マガジン2011 衛藤美彩のミスガマジン同期                                                  |        |        |
| 2月4・11・18日         | 西野七瀬＆深川麻衣＆松村沙友理（乃木坂46）                                                         | 衛藤美彩も所属する乃木坂46のメンバー                                                                 |        |        |
| 3月17日                | 吉田山田                                                                                           | 放送451回                                                                                            |        |        |
| 5月5日                 | 深川麻衣（乃木坂46）                                                                               | |        |        |
| 5月12日                | 永島聖羅（乃木坂46）                                                                               | |        |        |
| 5月19日                | 永島聖羅＆深川麻衣（乃木坂46）                                                                     | |        |        |
| 6月2・9・16日          | 村田寛奈（9nine）                                                                                  | |        |        |
| 7月7日                 | 水沢エレナ                                                                                         | |        |        |
| 7月14日                | 杉本ゆさ＆高木悠未（LinQ）                                                                         | |        |        |
| 8月4・18・25日・9月1日 | 岩佐美咲（AKB48） 生田絵梨花＆若月佑美（乃木坂46） YUI＆WADA（小池唯＆和田えりか／Tomato n' Pine） | |        |        |
| 9月22日                | 山川豊                                                                                             | |        |        |
| 10月6日                | あさみちゆき                                                                                       | 放送10周年記念                                                                                       |        |        |
| 10月13日               | 朝倉由舞                                                                                           | ミスヤングマガジン2011 衛藤美彩のミスガマジン同期                                                    |        |        |
| 11月3日                | ブリリアントゴジラかんちゃん                                                                       | |        |        |
| 11月10・17・24日       | 吉井香奈恵（9nine）                                                                                | |        |        |
| 12月1・8・15・22・29日 | 高山一実（乃木坂46） 村田寛奈（9nine）                                                             | |        |        |
| 2013年                 | | |        |        |
| 1月5日                 | 綾乃美花＆秋月三佳＆朝倉由舞（REaaaL） 永島聖羅（乃木坂46）                                        | |        |        |
| 1月12日                | 佐藤さくら                                                                                         | |        |        |
| 3月2・9・16日          | 斉藤優里（乃木坂46）                                                                               | 3月16日が放送501回                                                                                   |        |        |
| 5月25日                | バニラビーンズ                                                                                     | |        |        |
| 6月1日                 | ブリリアントゴジラかんちゃん 村田寛奈（9nine）                                                     | |        |        |
| 11月19日               | 村田寛奈＆吉井香奈恵（9nine）                                                                      | |        |        |
| 7月6・13日             | 新川優愛 川後陽菜（乃木坂46）                                                                      | |        |        |
| 7月20日                | 新川優愛                                                                                           | |        |        |
| 8月3日                 | 大場はるか                                                                                         | ミスiD2013                                                                                           |        |        |
| 8月17日                | 小桃音まい                                                                                         | |        |        |
| 8月24日                | はやぶさ                                                                                           | |        |        |
| 9月7日                 | ハナエ                                                                                             | |        |        |
| 10月5日                | 松川未樹                                                                                           | |        |        |
| 10月5・12日            | 杏野なつ（私立恵比寿中学）                                                                         | |        |        |
| 11月23日               | マチルダ                                                                                           | ミスiD2014                                                                                           |        |        |
| 11月30日・12月7日      | 永島聖羅（乃木坂46）                                                                               | |        |        |
| 12月21日               | Kus Kus                                                                                            | |        |        |
| 2014年                 | | |        |        |
| 1月11日・18日          | 増井みお（PASSPO☆）                                                                                | |        |        |
| 2月8日                 | 大西菜友＆川村彩花（赤マルダッシュ☆）                                                              | 河内美里の事務所の同期                                                                               |        |        |
| 2月8日                 | ステーション♪                                                                                      | 加藤一華が以前在籍していたグループ                                                                   |        |        |
| 3月8日                 | 寺嶋由芙                                                                                           | ミスiD2014                                                                                           |        |        |
| 3月15日                | 寺嶋由芙 小野紗也香                                                                                | ミスiD2014 アマテラス特別賞                                                                          |        |        |
| 3月22日                | 若山かずさ 小野紗也香                                                                              | 放送551回                                                                                            |        |        |
| 3月29日                | レイチェル 小野紗也香                                                                              | ミスiD2014                                                                                           |        |        |
| 4月5日                 | 堀未央奈（乃木坂46）                                                                               | |        |        |
| 5月3日                 | 安本彩花（私立恵比寿中学）                                                                         | |        |        |
| 6月14日・21日          | 末永真唯＆長尾真実＆山木コハル（X21）                                                              | 河内美里と同じ事務所                                                                                 |        |        |
| 7月5日・12日           | 川後陽菜＆中元日芽香（乃木坂46）                                                                   | |        |        |
| 9月13日                | 近藤晃央                                                                                           | |        |        |
| 9月20日                | 山川二千翔（Cupitron）                                                                             | |        |        |
| 11月8日                | 星名美怜（私立恵比寿中学）                                                                         | |        |        |
| 11月29日               | 北澤鞠佳＆川村彩花（赤マルダッシュ☆）                                                              | |        |        |
| 12月27日               | 聞間彩（つりビット）                                                                               | |        |        |
| 2015年                 | | |        |        |
| 1月10日・17日          | 松村沙友理（乃木坂46）                                                                             | |        |        |
| 1月31日                | 武田紗季（palet）                                                                                  | ゲストアシスタント兼任                                                                               |        |        |
| 3月7日                 | 小林歌穂（私立恵比寿中学）                                                                         | |        |        |
| 3月28日                | おがさわらあい 神野愛莉（ステーション♪）                                                           | 放送601回                                                                                            |        |        |
| 4月4日                 | 佐々木琴子 寺田蘭世（乃木坂46）                                                                    | |        |        |
| 4月18日                | 北澤鞠佳＆大西菜友（赤マルダッシュ☆）                                                              | |        |        |
| 5月2日                 | 長谷川瑞（つりビット）                                                                             | |        |        |
| 5月23日                | 石塚汐花（アイドルカレッジ）                                                                       | |        |        |
| 5月30日                | 寺嶋由芙                                                                                           | |        |        |
| 6月6日                 | 森千秋（White Lace）                                                                               | |        |        |
| 6月13日                | 山川二千翔（Cupitron）                                                                             | 番組を卒業する加藤一華への花束贈呈役                                                                 |        |        |
| 6月20日                | 竹川美子                                                                                           | |        |        |
| 6月27日                | 田中日奈子                                                                                         | |        |        |
| 7月11日                | 山川二千翔（Cupitron） 神野愛莉（ステーション♪）                                                   | ゲストアシスタント兼任                                                                               |        |        |
| 7月18日・25日          | 北野日奈子（乃木坂46）                                                                             | |        |        |
| 8月1日                 | 稲場愛香（カントリー・ガールズ）                                                                   | |        |        |
| 8月22日                | 安藤咲桜&小西杏優（つりビット）                                                                    | |        |        |
| 9月19日                | 泉川実穂&籠谷さくら&田中珠里（X21）                                                                | |        |        |
| 10月3日                | つりビット                                                                                         | つりビットSP                                                                                         |        |        |
| 10月10日               | 中山莉子（私立恵比寿中学）                                                                         | |        |        |
| 10月17日               | 大西菜友（赤マルダッシュ☆）                                                                        | |        |        |
| 10月24日・31日         | 星野みなみ&北野日奈子（乃木坂46） 岡田うらら（White Lace）                                         | |        |        |
| 11月7日                | はやぶさ                                                                                           | |        |        |
| 12月12日               | 加藤里保菜                                                                                         | |        |        |
| 12月19日               | 竹内夏紀（つりビット）                                                                             | |        |        |
| 2016年                 | | |        |        |
| 1月9日                 | 新川優愛 赤荻歩（TBSアナウンサー）                                                                 | 第8代アシスタント コンビ復活企画                                                                     |        |        |
| 1月26日                | 藤原章人（Flutter Echo）                                                                           | |        |        |
| 1月30日                | Shione（LeLian）                                                                                   | |        |        |
| 2月20日・27日          | 大西菜友（赤マルダッシュ☆）                                                                        | |        |        |
| 3月5日                 | 田尻あやめ&高橋優里花（乙女新党）                                                                  | |        |        |
| 3月19日・26日          | 樋口日奈（乃木坂46）                                                                               | 3月26日が放送651回                                                                                   |        |        |
| 4月23日・30日          | 藤江れいな&薮下柊（NMB48）                                                                         | |        |        |
| 5月21日・28日          | 竹内夏紀（つりビット）                                                                             | |        |        |
| 6月4日                 | 長谷川瑞&竹内夏紀（つりビット）                                                                    | |        |        |
| 6月11日                | 大西菜友（赤マルダッシュ☆）                                                                        | |        |        |
| 6月25日                | かをる★                                                                                            | |        |        |
| 7月2日                 | 中里萌（X21）                                                                                      | |        |        |
| 7月16日                | 安田帆花（黄金時代）                                                                               | |        |        |
| 7月23日                | 山木コハル（X21）                                                                                  | |        |        |
| 8月6日                 | 樋口日奈（乃木坂46）                                                                               | |        |        |
| 9月3日                 | 里仲菜月（Task have Fun）                                                                          | |        |        |
| 9月10日・17日          | 熊澤風花&里仲菜月（Task have Fun）                                                                 | |        |        |
| 9月24日                | FUKI                                                                                               | |        |        |
| 10月15日               | 大西菜友（赤マルダッシュ☆） 竹内夏紀&小西杏優（つりビット）                                        | |        |        |
| 10月29日               | 河内美里                                                                                           | |        |        |
| 11月5日・12日          | 中元日芽香（乃木坂46）                                                                             | |        |        |
| 12月10日               | Kus Kus                                                                                            | |        |        |
| 12月17日               | 小澤奈々花（X21）                                                                                  | |        |        |
| 12月24日               | 安藤咲桜（つりビット）&白岡今日花（Task have Fun）                                                 | 2人のユニット名は『さくさくとぅでい』                                                                |        |        |
| 2017年                 | | |        |        |
| 1月21日                | トミタ栞                                                                                           | |        |        |
| 1月28日                | 竹内夏紀（つりビット） 里仲菜月（Task have Fun）                                                   | |        |        |
| 2月4日                 | 安田帆花（黄金時代）                                                                               | |        |        |
| 2月25日                | 長谷川瑞（つりビット）                                                                             | |        |        |
| 3月25日                | 小西杏優（つりビット）                                                                             | |        |        |
| 4月1日                 | 山崎怜奈（乃木坂46）                                                                               | 放送701回                                                                                            |        |        |
| 4月15日                | ぴーぴる、ねーぷん（963）                                                                          | |        |        |
| 4月22日                | 三品瑠香（わーすた）                                                                               | |        |        |
| 5月6日                 | 安田帆花（黄金時代）                                                                               | |        |        |
| 5月13日                | 白岡今日花（Task have Fun）                                                                        | |        |        |
| 5月20日                | 前野えま（ミラクルキャンディーベリー）                                                             | |        |        |
| 6月10日                | JAY'ED                                                                                             | |        |        |
| 6月17日                | 熊澤風花（Task have Fun）                                                                          | |        |        |
| 6月24日                | 辻美優（elfin'）                                                                                   | |        |        |
| 7月8日                 | 松阪ゆうき                                                                                         | |        |        |
| 8月19日・26日          | 寺田蘭世（乃木坂46）                                                                               | |        |        |
| 9月16日                | ReFrain ReFrain"                                                                                   | |        |        |
| 9月23日                | HARUKA 吉木悠佳（Party Rockets GT)                                                                 | |        |        |
| 9月30日                | Machico                                                                                            | |        |        |
| 10月7日・14日・21日    | 河内美里                                                                                           | |        |        |
| 10月14日               | 渡辺みり愛（乃木坂46）                                                                             | |        |        |
| 11月4日                | 竹内夏紀（つりビット）                                                                             | |        |        |
| 11月11日・18日         | 小西杏優（つりビット）                                                                             | |        |        |
| 12月2日                | 安田帆花（黄金時代）                                                                               | |        |        |
| 12月16日               | 小暮ともか（メトロポリス）                                                                         | |        |        |
| 12月23日               | 安藤咲桜（つりビット）                                                                             | |        |        |
| 2018年                 | | |        |        |
| 2月17日                | 長谷川瑞（つりビット）                                                                             | |        |        |
| 2月24日                | 竹内夏紀（つりビット）                                                                             | |        |        |
| 3月10日・17日・24日    | 小西杏優（つりビット）                                                                             | |        |        |
| 3月17日                | 熊澤風花（Task have Fun）                                                                          | |        |        |
| 3月24日                | 佐藤純一、towana（fhána）                                                                          | |        |        |
| 4月21日                | 須澤紀信                                                                                           | 放送751回                                                                                            |        |        |
| 4月28日                | 浅利桃子（Tokyo Rockets）                                                                          | |        |        |
| 5月5日・12日           | 岩本蓮加・向井葉月（乃木坂46）                                                                     | |        |        |
| 5月26日                | KAEDE.（Devil ANTHEM.）                                                                            | |        |        |
| 6月9日                 | The Super Ball                                                                                     | |        |        |
| 6月16日                | 林 佑二（オンキヨー&パイオニア）                                                                   | |        |        |
| 8月4日・11日           | 阪口珠美・佐藤楓（乃木坂46）                                                                       | |        |        |
| 9月1日                 | 天野里音・後藤ひなた・服部桜子（RABBIT HUTCH）                                                     | |        |        |
| 11月10日・17日         | 向井葉月・吉田綾乃クリスティー（乃木坂46）                                                         | |        |        |
| 11月24日               | 河内美里                                                                                           | |        |        |
| 12月1日・8日・15日     | 熊澤風花・里仲菜月（Task have Fun）                                                                | |        |        |
| 12月22日               | 安藤咲桜（つりビット）                                                                             | |        |        |
| 2019年                 | | |        |        |
| 1月5日                 | 前田亜美                                                                                           | |        |        |
| 1月12日                | KAEDE.・KURUMI.（Devil ANTHEM.）                                                                   | |        |        |
| 1月19日                | 東京力車                                                                                           | |        |        |
| 2月9日                 | 當間ローズ                                                                                         | |        |        |
| 2月16日・23日          | 長谷川瑞（つりビット）                                                                             | |        |        |
| 3月2日・9日            | 竹内夏紀（つりビット）                                                                             | |        |        |
| 3月16日                | 松井まり・秋月香七・船田美子（カレッジ・コスモス）                                                 | |        |        |
| 3月23日                | TECHNOBOYS PULCRAFT GREEN-FUND                                                                     | |        |        |
| 3月30日                | 長谷川瑞・竹内夏紀・安藤咲桜・小西杏優（つりビット）                                               | |        |        |
| 4月6日・20日           | 熊澤風花・里仲菜月（Task have Fun）                                                                | |        |        |
| 4月27日                | Bitter & Sweet                                                                                     | 放送801回                                                                                            |        |        |
| 6月1日・8日            | 和田まあや・中村麗乃（乃木坂46）                                                                   | |        |        |
| 6月22日                | 黒崎真音                                                                                           | |        |        |
| 7月6日                 | 沖口優奈・小山リーナ（マジカル・パンチライン)                                                      | |        |        |
| 7月13日                | ルカタマ・琉陀瓶ルン（めろん畑a go go）                                                            | |        |        |
| 7月20日・27日          | 中里萌                                                                                             | |        |        |
| 8月3日                 | 石井栞（Fullfull Pocket）                                                                          | |        |        |
| 8月10日                | 鈴木みのり                                                                                         | |        |        |
| 8月17日                | 天野里音・後藤ひなた・服部桜子（RABBIT HUTCH）                                                     | |        |        |
| 8月24日                | 逢嶋ひな（アクアノート）                                                                           | |        |        |
| 9月7日・14日           | 掛橋沙耶香・田村真佑（乃木坂46）                                                                   | |        |        |
| 9月21日                | ちひろおねえさん                                                                                   | |        |        |
| 9月28日                | 須山慶太（須山歯研 代表取締役）                                                                    | |        |        |
| 10月12日               | 南端まいな                                                                                         | |        |        |
| 10月19日               | 亜咲花                                                                                             | |        |        |
| 11月2日                | 竹越くるみ・竹本あいり（Devil ANTHEM.）                                                            | |        |        |
| 11月9日                | 鈴木このみ                                                                                         | |        |        |
| 11月30日               | 岩佐美咲                                                                                           | |        |        |
| 12月7日                | TOWAKO（PiXMiX）                                                                                   | TOWAKOはこれ以降不定期出演                                                                           |        |        |
| 2020年                 | | |        |        |
| 1月4日                 | 勇翔・辻本達規（BOYS AND MEN） Tom-H@ck・KIHOW（MYTH & ROID）                                      | |        |        |
| 1月25日                | 涼掛凛（Jewel☆Neige）                                                                              | |        |        |
| 2月1日                 | MISAKI（PiXMiX）                                                                                   | |        |        |
| 2月22日                | ぴーぴる                                                                                           | |        |        |
| 2月29日                | 3776                                                                                               | |        |        |
| 3月21日                | 結城アイラ                                                                                         | |        |        |
| 3月28日・4月4日        | 阪口珠美・佐藤楓・向井葉月（乃木坂46）                                                             | |        |        |
| 4月18日                | 新井康弘（ずうとるび）                                                                             | |        |        |
| 4月25日                | 竹内夏紀                                                                                           | 放送851回 番組を卒業する聞間 彩への花束贈呈役                                                        |        |        |
| 7月18日                | ガビガビ                                                                                           | |        |        |
| 7月25日                | 伊東歌詞太郎                                                                                       | |        |        |
| 8月15日                | 中村ソゼ（めろん畑a go go）                                                                        | |        |        |
| 8月29日                | ニノミヤユイ                                                                                       | |        |        |
| 9月5日                 | ピンキーポップヘップバーン                                                                         | |        |        |
| 9月19日                | 新井康弘（ずうとるび）                                                                             | |        |        |
| 10月10日               | YURiKA                                                                                             | |        |        |
| 12月5日                | 工藤ひなき（A応P）                                                                                 | |        |        |
| 2021年                 | | |        |        |
| 1月9日                 | DJ和 TURE                                                                                          | |        |        |
| 1月16日                | KAREN（PiXMiX）                                                                                    | |        |        |
| 2月6日・13日           | 樋口日奈・和田まあや（乃木坂46）                                                                   | |        |        |
| 3月13日                | 青山新                                                                                             | 青山新はこれ以降不定期出演                                                                           |        |        |
| 3月20日                | 山岡りりこ                                                                                         | |        |        |
| 4月17日                | あゆか（ぴーぴる改め）                                                                             | |        |        |
| 4月24日                | あゆか                                                                                             | |        |        |
| 5月1日                 | 畠中祐                                                                                             | 放送901回                                                                                            |        |        |
| 5月15日                | 新井遥                                                                                             | ミスマガジン2020 グランプリ                                                                          |        |        |
| 5月22日                | 朝花美穂                                                                                           | |        |        |
| 5月29日                | 聞間彩                                                                                             | レギュラー卒業後初出演                                                                               |        |        |
| 6月5日・12日           | 柴田柚菜・弓木奈於（乃木坂46）                                                                     | |        |        |
| 7月3日                 | 早川渚紗（Pimm's） あゆか                                                                          | ミスマガジン2019＆2020 読者特別賞共演                                                                |        |        |
| 7月10日                | あゆか                                                                                             | |        |        |
| 7月24日                | 青山新                                                                                             | |        |        |
| 8月7日                 | 三山ひろし                                                                                         | |        |        |
| 8月14日                | 夏焼雅                                                                                             | |        |        |
| 8月21日                | あすきょう                                                                                         | |        |        |
| 9月4日                 | 柊木璃々歩（ぼくはまだしなない）                                                                   | |        |        |
| 9月25日                | 伊藤かりん                                                                                         | |        |        |
| 10月2日・9日           | 吉田綾乃クリスティー・和田まあや（乃木坂46）                                                       | |        |        |
| 10月16日・23日         | 藤江れいな                                                                                         | アシスタント番P復帰                                                                                  |        |        |
| 11月20日               | 辻優衣                                                                                             | ミスマガジン2021 読者特別賞                                                                          |        |        |
| 11月27日               | 辻優衣・前田鮎花（あゆか改め）（963）                                                              | |        |        |
| 12月4日                | あすきょう                                                                                         | |        |        |
| 12月11日               | 熊澤風花・白岡今日花（Task have Fun）                                                              | |        |        |
| 2022年                 | | |        |        |
| 1月8日                 | 祖堅正慶 稗田寧々・宮原颯希（DIALOGUE＋） NADiA                                                    | |        |        |
| 1月22日                | 知世千世（めろん畑a go go）                                                                        | |        |        |
| 2月5日                 | 大原ゆい子                                                                                         | |        |        |
| 3月12日                | 町あかり                                                                                           | |        |        |
| 4月2日・16日           | 吉田綾乃クリスティー・和田まあや（乃木坂46）                                                       | |        |        |
| 4月30日                | あすきょう                                                                                         | |        |        |
| 5月21日                | カワイレナ・佐山すずか（手羽先センセーション）                                                     | |        |        |
| 6月4日                 | 七瀬うみ（いちごみるく色に染まりたい。）                                                           | |        |        |
| 6月11日                | 一色里歌子（百鬼乙女）                                                                             | |        |        |
| 6月18日                | 永井穂花（YORISOERU）                                                                              | |        |        |
| 6月25日                | 小西杏優（LOVE CCiNO）                                                                             | |        |        |
| 7月2日                 | 三山ひろし                                                                                         | |        |        |
| 7月9日                 | 原田波人                                                                                           | |        |        |
| 7月16日                | 一色里歌子（百鬼乙女）                                                                             | |        |        |
| 7月30日                | 小川まみ・百田乃々香（Re:INCARNATION）                                                             | |        |        |
| 8月6日                 | 片上あいな・百瀬るう（いちぜん!）                                                                  | |        |        |
| 8月13日                | 竹越くるみ・竹本あいり（Devil ANTHEM.）                                                            | |        |        |
| 8月20日                | ちーたん（桃桃パラダイス）                                                                         | |        |        |
| 8月27日                | 聞間彩                                                                                             | |        |        |
| 9月3日・10日           | 向井葉月・林 瑠奈（乃木坂46）                                                                      | |        |        |
| 9月24日                | 小西杏優（LOVE CCiNO）・竹内夏紀                                                                   | |        |        |
| 10月1日                | 竹内夏紀                                                                                           | |        |        |
| 10月8日                | 一色里歌子（桃桃パラダイス）・百鬼乙女                                                             | |        |        |
| 10月15日               | PiXMiX                                                                                             | |        |        |
| 10月22日               | 辻優衣（963）                                                                                      | |        |        |
| 11月5日                | 伊藤歌詞太郎                                                                                       | |        |        |
| 11月12日               | KT（ルイとKT）                                                                                     | |        |        |
| 11月26日               | 安藤咲桜                                                                                           | |        |        |
| 12月3日・10日          | 吉田綾乃クリスティー・黒見明香                                                                     | |        |        |
| 2023年                 | | |        |        |
| 1月7日                 | 遠山俊介（価格.com）                                                                               | |        |        |
| 1月14日                | 松坂ゆうき                                                                                         | |        |        |
| 3月4日                 | 三船雅也                                                                                           | |        |        |
| 4月1日                 | 池田瑛紗・冨里奈央（乃木坂46）                                                                     | |        |        |
| 4月29日                | 瑚々                                                                                               | ミスマガジン2022 グランプリ                                                                          |        |        |
| 11月4日                | 若山かずさ                                                                                         | |        |        |
| 11月11日               | erica                                                                                              | |        |        |
| 12月2日                | リアクション ザ ブッタ                                                                             | |        |        |
| 12月9日                | 向井葉月・弓木奈於（乃木坂46）                                                                     | |        |        |

## スペシャル企画・拡大放送
通常の放送内容から変更し、以下のようなスペシャル企画が放送された。
- 日本のサビSP：2004年11月、2005年11月
- 2005年にブレイクが期待されるアーティストSP：2005年1月
- ニューカマーSP2005夏：2005年8月
- K-1 PREMIUM 2005 Dynamite!! & レコード大賞特集：2005年12月31日
- ライブをぜひ見てほしいアーティストSP2006夏：2006年8月
- 演歌・歌謡曲SP：2006年11月、2007年11月17日
- K-1 PREMIUM 2006 Dynamite!! & レコード大賞特集：2006年12月30日
- 史上初!!60分スペシャル!!：2007年12月22日
- K-1 PREMIUM 2007 Dynamite!! & レコード大賞特集：2007年12月29日
- ニューカマーSP2008夏：2008年8月
- Dynamite!! 勇気のチカラ2008 & レコード大賞特集：2008年12月27日
- 吉田山田60分!!：2010年1月2日
- ミスマガジン2011お披露目イベント直前SP：2011年7月9日
- ニューカマーSP2011夏：2011年8月6日
- けいおん！音楽堂：2011年12月3日[注 5]
- 開運最高の夏：2012年8月4日-2012年9月1日
- 2014あけましておめでとうSP！！：2014年1月4日
- ニューカマーSP2014夏：2014年8月2日
- 2015あけましておめでとうSP！！：2015年1月3日
- つりビットSP!! 〜お待たせしました全員集合!!〜：2015年10月3日
- 2016あけましておめでとうSP！！：2016年1月2日
- 2016大晦日SP！！：2016年12月31日
- 2018新春SP！！：2018年1月6日
- 2019新春SP！！：2019年1月5日
- 新春！！開運音楽堂 未来神曲SP：2020年1月4日
- Task have Fun 代表曲大全集SP：2020年4月11日
- erica 告うた全集SP：2020年5月30日
- LEAD 厳選10曲SP：2020年10月3日
- 新春！！開運音楽堂 未来神曲SP：2021年1月9日
- 新春！！開運音楽堂 未来神曲SP：2022年1月8日
- PiXMiXニューアルバム発売記念!!メンバー全員で開運音楽堂を占拠しちゃいましたSP!!：2022年10月15日

## コーナー・企画

### KAIUNパワープレイ
特定のミュージック・ビデオ（MV）が、毎回繰り返し放送されるコーナー。ほぼ1ヶ月で選曲が変わり、1回の放送で2曲放送された。

### KAIUNトーク
スタジオにゲストを迎えてのトークコーナー。アシスタントがゲストの第一印象を語る「ファーストインプレッション」が行われる場合があった。

### 乃木回
乃木坂46が新曲を発表した際には、番組全体が「乃木回」と呼ばれる特別仕様となる。これは衛藤美彩が所属していた同グループのデビュー曲『ぐるぐるカーテン』発売前の2012年2月4日を初回に、放送終了まで欠かさず行われていた。乃木回では複数週にまたがり乃木坂46のメンバーが登場し、KAIUNトークも複数の楽曲紹介を交えて放送された。
衛藤が乃木坂46に所属していた当時は、乃木回のタイミングでたびたびスタジオに登場し、アシスタント席後方に乃木坂46のポスターが掲示されるなどして、自らアシスタントに復帰することもあった。
なお、類似の企画として、聞間彩が所属していたつりビットが新作を発表した際の「つり回」を始めとして「〜回」と呼ばれる放送が行われることがあるが、複数週にまたがることはない。

### 野村ケンジ 関連企画
オーディオ評論家の野村ケンジが、アドバイザーとして製品や音楽の聴き方について案内する複数の企画を、2016年4月から番組終了まで担当していた。

#### ノムケンLab!
オーディオ製品紹介コーナー。取材VTRが放送される場合もあった。旧名称「KAIUNオーディオ」。

#### セーフリスニング
音楽を安全に楽しむためのアドバイス。セーフリスニングを推進する須山慶太（須山歯研 代表取締役）が登場することもあった。

#### リスニングケア
総合楽器メーカー 『ヤマハ』による 音楽を安全に楽しむための独自技術「リスニングケア」を軸に、聴覚保護と音楽鑑賞の関係やセーフリスニングについて考えるコーナー。

### 開運音楽堂 NEO8
2023年4月15日放送開始。歌手の木山裕策と、インフルエンサーでライバーのなみめろが進行するコーナー。30分の本番組を3分に凝縮するバラエティ企画。2023年12月16日終了。

### 動物部 部長：なみめろ
2022年4月16日放送開始。ライバー・なみめろが 毎回テーマに合わせて、 音楽とともに 動物たちの映像を紹介。2022年4月16日放送開始。顧問として、りさめろが共演。2023年3月25日終了。

### 角かおるの開運音楽占い
2022年12月3日放送開始。易学鑑定士の角かおるが、パワーストーンを使い、開運ミュージック・アイテム・ワードを占うコーナー。番組最終回に終了。

### あすきょうの開運音楽占い
2021年4月3日放送開始。双子ユニット・あすきょうが占い師監修による1週間の運勢を発表する。「2人がお伝えする占いで1週間の運を開きましょう。」がコンセプト。占い監修は、2021年4月から柊小夜子、2022年4月から麗が担当。2022年11月26日終了。

### ちょこっとセルフィー
2021年11月6日放送開始。双子ユニットあすきょうが、各々自撮りスタイルで近況を語るコーナー。2022年4月16日終了。

### 長谷川瑞のJourney Diary
2021年4月17日放送開始。長谷川瑞が進行する自身に関する情報コーナー。番組終了に伴い終了。
| 放送日        | 出演者   |
| ------------- | -------- |
| 2022年6月4日  | 小西杏優 |
| 2022年8月27日 | 聞間彩   |

### 町あかりのMY BEST
2021年10月23日放送開始。時代を超えて音楽を愛するシンガーソングライター町あかりが、自ら選曲した「MY BEST」を、毎回1アーティスト紹介した。2022年3月12日までの全6回で終了。

### 今あらためて聴きたい伝説の名曲
2020年10月31日放送開始。名曲ナビゲーター・黒澤拓が、今あらためて聴きたい名曲を紹介。2022年3月5日終了。

### 未来神曲
2019年5月18日放送開始。アニソン・声優アーティストの曲から、神曲の予感がする曲を取り上げる。moraの神曲ハンターこと横倉涼が選曲を担当していた。2021年3月27日に終了したが、2022年と2023年の新年初回1時間SPで復活コーナーが設けられた。

### 今日花サンが語るひととき
2020年8月1日放送開始。白岡今日花が自撮りスタイルで、自身の身の回りの出来事やライフスタイル、近況について語るコーナー。動画は自宅やライブハウスの楽屋、ロケ先などで撮影され、2021年9月11日までの全19回で終了。

### TOWAKOミーティング
2020年6月6日放送開始。TOWAKO（桐島十和子）が進行する対談コーナー。2020年12月20日までの全12回で終了。
ゲスト：PiXMiX・金子麻友美・久下真音・YURiKA・佐伯ユウスケ・大原ゆい子・ゴジラ2016（模型）

### 和菓子の国の「大福マン」
2019年4月20日放送開始。大福マンが主人公のショートアニメ。2020年3月14日までの全12話で終了。

### MCみさとシリーズ
2014年10月4日放送開始。杉山に代わりMCを河内美里が担当する企画。その際のアシスタントはゲスト（通称：ゲストアシスタント）が担当した。河内の番組卒業に伴い2016年10月22日終了。2019年9月1日の放送でリバイバル企画として1回限りの復活。
ゲストアシスタント一覧
| 放送日   | 担当者                                   |        |        |        |
| 2014年   | 2014年                                   | 2014年 | 2014年 | 2014年 |
| -------- | ---------------------------------------- | ------ | ------ | ------ |
| 10月4日  | 衛藤美彩（乃木坂46）（名誉アシスタント） |        |        |        |
| 11月29日 | 大西菜友（赤マルダッシュ☆）              |        |        |        |
| 12月27日 | 竹内夏紀（つりビット）                   |        |        |        |
| 2015年   |                                          |        |        |        |
| 1月31日  | 武田紗季（palet）                        |        |        |        |
| 3月14日  | 小林歌穂（私立恵比寿中学）               |        |        |        |
| 4月18日  | 田中珠里（X21）                          |        |        |        |
| 5月23日  | 中里萌                                   |        |        |        |
| 7月11日  | 山川二千翔（Cupitron）                   |        |        |        |
| 9月5日   | 中里萌                                   |        |        |        |
| 11月14日 | 友常勇気                                 |        |        |        |
| 2016年   |                                          |        |        |        |
| 5月21日  | 安藤咲桜（つりビット）                   |        |        |        |
| 6月11日  | 長谷川瑞（つりビット）                   |        |        |        |
| 9月3日   | 田中弥音                                 |        |        |        |
| 9月10日  | 聞間彩                                   |        |        |        |
| 9月17日  | 白岡今日花（Task have Fun）              |        |        |        |
| 9月24日  | 我妻美月                                 |        |        |        |
| 2019年   |                                          |        |        |        |
| 9月1日   | 藤江れいな                               |        |        |        |

### 加藤一華の開運特報!!
2014年5月17日放送開始。それまで放送されていた「佐武宇綺の開運特報!!」を加藤一華が引き継いだコーナー。番組内の他で紹介しきれない音楽情報や、加藤本人の話題、河内の話題などを紹介する。この時、杉山と河内の2人はコメンテーターのようなポジションになる。画面の配色が全体的に加藤のイメージカラーであるオレンジ色になった他は、内容・進行ともにほとんど佐武時代と変わりないが、タイトルムービーで登場するキャラクターが、佐武デザインの「うーちゃんまん」ではなく、加藤デザインの「ベリースくん」に変更された。加藤の番組卒業に伴い2015年6月13日終了。

### となりの駅のみさ先輩
2014年1月18日放送開始。衛藤美彩が自撮りのビデオで近況を伝えるという内容。乃木坂46の名称の由来「SME乃木坂ビル」の最寄駅である東京メトロ千代田線乃木坂駅の1つとなりの駅が、「TBS」最寄駅の赤坂駅であることからこのタイトルが名付けられたコーナー。下記リストのように乃木坂46メンバーが登場したが、衛藤の放送での発言によると、撮影直前にメンバーを選んでオファーしていたとのこと。衛藤の乃木坂46卒業に伴い2019年3月30日終了。2023年12月23日放送の番組最終回にコーナーが設けられ衛藤が出演した。
コーナー内に登場した乃木坂46メンバー
| 話数 | メンバー                                                                            |
| ---- | ----------------------------------------------------------------------------------- |
| #3   | 渡辺みり愛（声のみ）・西川七海（声のみ）                                            |
| #5   | 永島聖羅・川後陽菜                                                                  |
| #6   | 深川麻衣                                                                            |
| #7   | 中田花奈・桜井玲香                                                                  |
| #8   | 伊藤かりん                                                                          |
| #9   | 川村真洋                                                                            |
| #12  | 秋元真夏                                                                            |
| #13  | 中元日芽香                                                                          |
| #14  | 鈴木絢音・佐々木琴子・寺田蘭世                                                      |
| #15  | 橋本奈々未・白石麻衣                                                                |
| #16  | 井上小百合・永島聖羅                                                                |
| #17  | 桜井玲香                                                                            |
| #18  | 佐々木琴子・中元日芽香・秋元真夏                                                    |
| #26  | 能條愛未・伊藤万理華・堀未央奈                                                      |
| #32  | 星野みなみ                                                                          |
| #33  | 伊藤純奈・北野日奈子                                                                |
| #34  | 堀未央奈・松村沙友理・井上小百合・深川麻衣 高山一実（声のみ）・橋本奈々未（見切れ） |
| #35  | 中元日芽香                                                                          |
| #39  | 秋元真夏                                                                            |
| #42  | 深川麻衣                                                                            |
| #53  | 白石麻衣                                                                            |
| #55  | 松村沙友理                                                                          |
| #56  | 高山一実                                                                            |
| #67  | 秋元真夏・松村沙友理・新内眞衣・井上小百合                                          |
| #72  | 樋口日奈・伊藤純奈・大園桃子                                                        |
| #73  | 久保史緒里・岩本蓮加・梅澤美波                                                      |
| #75  | 樋口日奈・伊藤純奈                                                                  |
| #81  | 新内眞衣                                                                            |

### みさぽんの御絵描46
衛藤美彩が出されたお題を何も見ないで絵に描いてみるコーナー。最初は「干支にちなんで辰」などのお題だったが4回目から変更になり、「年俸100億ユーロ。21世紀のバレーボール界の神様を描いてく下さい」などと空想の設定がお題となり大喜利風のコーナーとなった。衛藤の第9代アシスタント卒業に伴い全7回で終了。
放送履歴
| 話数 | 料理                                                               |
| ---- | ------------------------------------------------------------------ |
| #1   | 辰                                                                 |
| #2   | ぐるぐるしたもの                                                   |
| #3   | 会いたかった動物                                                   |
| #4   | 業界騒然！深夜にもかかわらず視聴率40％を獲ったアニメのメインキャラ |
| #5   | 年俸100億ユーロ！！21世紀のバレーボール界の神様                    |
| #6   | これぞ！！ザ・アイドル！！                                         |
| #7   | 個展開催！メインとなる絵は？                                       |

### みさぽんの御料理46
2012年10月20日放送開始。衛藤美彩が女子力向上をテーマに、様々な料理に挑戦するコーナー。映像が自分撮りで行われており、プライベート感が強い。2013年7月13日で、歴代アシスタントが担当したコーナーとしては最多回数となる10回目に突入した。2013年12月14日までの全15回で終了。2014年1月4日の「2014あけましておめでとうSP」の中で、河内がコーナー初回の特製納豆うどんと、第9回の超簡単カップケーキを再現して試食した『みさとんのみさぽんの御料理46再現試食会』が放送された。
放送履歴
| 話数 | 料理                                                                           |
| ---- | ------------------------------------------------------------------------------ |
| #1   | 特製納豆うどん                                                                 |
| #2   | フレンチトースト                                                               |
| #3   | レアチーズケーキ                                                               |
| #4   | 白ごはんに合うおかず                                                           |
| #5   | たらこクリームスパゲティー                                                     |
| #6   | 和風トマトカレーライス                                                         |
| #7   | 衛藤家特製「豚汁」                                                             |
| #8   | ラザニア風ペンネ                                                               |
| #9   | 超簡単カップケーキ                                                             |
| #10  | 麻婆チキン                                                                     |
| #11  | ティラミス                                                                     |
| #12  | さつまいものとろけるプリン                                                     |
| #13  | オクラとチーズの豚肉巻き                                                       |
| #14  | 豚肉のしょうが焼き？（電子レンジで調理。正確には焼いていないため「？」がつく） |
| #15  | スノーボール                                                                   |

### 佐武宇綺の開運特報!!
2010年9月18日放送開始。"自称"番組プロデューサー・佐武宇綺が、プロデューサーだけに番組で紹介しきれない情報を持っているのでそれを「ちょいちょい紹介」するというコーナー。音楽情報、映画情報のほかにミスマガジン関連のリリース・イベント情報などを、佐武が紹介していく。この時、本来の司会とアシスタントの2人はコメンテーターのようなポジションになる。このコーナーの司会となったことで佐武は完全に番組にレギュラーとして定着した。キャッチコピーは「やる気、元気、佐武宇綺」。2012年にアスキー・メディアワークスから発売された書籍「MacでPCオーディオ入門」によると、佐武自らが立候補して司会になったとのこと。佐武の番組旅立ちに伴い2014年5月3日終了。

### ドキドキ！開運音楽堂
2013年5月18日放送開始。ミスiD2013グランプリの玉城ティナ、ポテト少年団の菊地智義の2人による、ミスiDの魅力を伝えるためのコーナー。2013年10月19日までの全5回で終了。

### 佐武宇綺の人類よ、オーディオでもっと幸せになろう!!
2012年10月27日放送開始。様々な音楽を紹介している番組だからこそ、作り手や歌い手の想いがつまった音楽をいい音で楽しんでもらいたいがため、オーディオ機器について紹介していくコーナー。キャッチコピーは「知的、素敵、佐武宇綺」。内容は「MacでPCオーディオ入門」と連動していた。全6回で終了

### ゆあしき
新川優愛が作ってきた創作物に名前をつける。赤荻いわく「芸術性あふるる」コーナー。タイトルロゴが書道四段の新川の筆によるものだった。新川の番組卒業に伴い全9回で終了。

### うっきーの○○○コーナー
2009年11月14日放送開始。佐武登場初期のコーナー企画。佐武が企画ネタにチャレンジし、そのVTRを見たスタジオの小林が2回目継続か打ち切りかをその場で決定するというもの。決定権は小林が握っているが、佐武は2009年9月に秋葉原で行われたDVD発売記念イベントの際、小林が欠席していたため＜グランプリ代行＞を名乗り小林のDVDの見どころを語った事を引き合いに、このコーナーでは＜グランプリ代行＞をネタにして、スタジオの小林に対し「いつでも代行する」とその座を脅かす発言をしていた。2010年9月4日終了。
放送履歴
| 放送日   | 内容                                                                 |        |        |        |
| 2009年   | 2009年                                                               | 2009年 | 2009年 | 2009年 |
| -------- | -------------------------------------------------------------------- | ------ | ------ | ------ |
| 11月14日 | うっきーの空ベストセレクション                                       |        |        |        |
| 12月12日 | うっきーとたまご                                                     |        |        |        |
| 2010年   |                                                                      |        |        |        |
| 1月23日  | うっきーソングライター                                               |        |        |        |
| 1月30日  | うっきーの読者特別賞の心得                                           |        |        |        |
| 2月13日  | うっきーのジェスチャー バレンタインデー編                            |        |        |        |
| 3月27日  | うっきー VS さつまいも                                               |        |        |        |
| 4月24日  | うっきーの一人ミスマガジン2009 キャー!!                              |        |        |        |
| 5月29日  | うっきーの宝物                                                       |        |        |        |
| 6月12日  | さりうきあいかの高校卒業記念企画「ヤングマガジンに感謝の歌を贈ろう」 |        |        |        |
| 7月24日  | ONGAKUDO Saturday UKI'S ROOM                                         |        |        |        |
| 9月4日   | うっきーのこの標識な〜んだ                                           |        |        |        |

### さりふぉと
小林さりが身の回りで気になったものを写真で撮影して発表するコーナー。小林の番組卒業に伴い全9回で終了。

### 鹿song♪
2008年4月19日放送開始。カラオケが好きな第5代アシスタントの鹿谷弥生が、プロの歌手のアドバイスを聞きながら、演歌・歌謡曲を実際にカラオケで唄ってみるというコーナー。鹿谷が自ら企画し、タイトルも自ら命名。なお読みは「シカソング」ではなく「シカソングー」と語尾をのばす。撮影は歌広場の赤坂駅前店が協力していた。鹿谷の番組卒業に伴い終了。
放送履歴
| 4月19日  | 田川寿美「誰も泣きたい時代だね」 |
| 5月17日  | あさみちゆき「あさがお」         |
| 6月21日  | 半田浩二「無頼に生きて」         |
| 7月19日  | 若山かずさ「あじさいの宿」       |
| 8月16日  | 原田悠里「鎌倉の女」             |
| 10月18日 | 真木ことみ「花ふたつ」           |

### 地デジのお知らせ
2011年7月の地上波アナログ放送終了を前に行われた地デジ以降に関する案内コーナー。毎回違った地デジ担当が登場して案内。
- 初代地デジ担当…佐武宇綺
- 2代目地デジ担当…あいか
- 3代目地デジ担当…菊地智義（ポテト少年団）

### 西田あいのこれが私のリアル私服
西田あいが、アーティストの私服を紹介するコーナー。
放送履歴
- 2010年12月25日放送…自身の私服を紹介
- 2011年1月29日放送…吉田山田の山田の私服を紹介
- 2011年2月26日放送…GLASS TOPのボーカル、小林佳の私服を紹介

### 右藤綾子の小屋めぐり
2006年10月、それまで放送されていたコーナー「東京ライブハウス」からリニューアルする形で新たにスタートした。シンガーソングライターの右藤綾子がリポーターとしてライブハウスを訪れ店長にインタビューするなどして紹介する。駒田曰く「気まぐれに放送する」との事で、ほぼ月一で放送されていた。
右藤はVirgin Berryというユニットでメジャーデビューしていたが、現在はソロでライブハウスを中心に活動中。テレビのリポートは初めてだった。2007年4月7日にはスタジオにも姿を見せ、自身の楽曲を紹介。2008年4月12日にもスタジオに登場し、鹿谷と大喜利で対戦の上に敗れ、「しかたがにゃい しかたにやよい」というオリジナル楽曲を制作するハメになるなど、コーナー以外でも活躍した。2010年11月6日終了。
放送履歴
| 話数   | 放送日   | ライブハウス                      |        |        |
| 2006年 | 2006年   | 2006年                            | 2006年 | 2006年 |
| ------ | -------- | --------------------------------- | ------ | ------ |
| #1     | 10月21日 | 渋谷 TAKE OFF 7                   |        |        |
| #2     | 11月11日 | 六本木 morph tokyo                |        |        |
| #3     | 12月23日 | 千葉 LOOK                         |        |        |
| 2007年 |          |                                   |        |        |
| #4     | 1月20日  | 吉祥寺 PlanetK                    |        |        |
| #5     | 2月17日  | 柏 ZaX                            |        |        |
| #6     | 3月24日  | 横浜 CLUB 24                      |        |        |
| #7     | 4月12日  | 下北沢 CAVE BE                    |        |        |
| #8     | 5月26日  | 目黒 鹿鳴館                       |        |        |
| #9     | 6月16日  | さいたま新都心 HEAVEN'S ROCK VJ-1 |        |        |
| #10    | 6月30日  | 赤坂 MOVE                         |        |        |
| 番外編 | 7月14日  | 夏だ！ライブハウスの楽しみ方講座  |        |        |
| #11    | 9月1日   | 上野 SENSATION                    |        |        |
| #12    | 10月20日 | 両国 Boot camp Fourvalley         |        |        |
| #13    | 11月24日 | 高崎 Club FLEEZ                   |        |        |
| 2008年 |          |                                   |        |        |
| #14    | 1月12日  | 池袋 STAGE&SPACE 3                |        |        |
| #15    | 2月16日  | 本八幡 THE 3rd STAGE              |        |        |
| #16    | 3月29日  | 江古田 Live&Bar RUIDE KEI-Ⅲ       |        |        |
| #17    | 5月3日   | 高円寺 Club ROOTS                 |        |        |
| #18    | 6月7日   | 秋葉原 CLUB GOODMAN               |        |        |
| #19    | 7月12日  | 八王子 RIPS                       |        |        |
| #20    | 9月13日  | 赤坂BLITZ                         |        |        |
| #21    | 10月11日 | 新宿 red cloth                    |        |        |
| #22    | 11月8日  | 水戸 LIGHT HOUSE                  |        |        |
| #23    | 12月20日 | 小岩 JOHNNY ANGEL                 |        |        |
| 2009年 |          |                                   |        |        |
| #24    | 1月10日  | 原宿アストロホール                |        |        |
| #25    | 2月7日   | 四谷 OUTBREAK!                    |        |        |
| #26    | 3月14日  | 神楽坂 EXPLOSION                  |        |        |
| #27    | 6月20日  | 二子玉川 pink noise               |        |        |
| #28    | 7月18日  | CLUB TOP'S 湘南藤沢               |        |        |
| #29    | 9月26日  | Zher the ZOO YOYOGI               |        |        |
| #30    | 11月7日  | 赤坂 Billboard Live TOKYO         |        |        |
| #31    | 12月5日  | 錦糸町 Pappy's                    |        |        |
| 2010年 |          |                                   |        |        |
| #32    | 2月6日   | 南青山MANDALA                     |        |        |
| #33    | 3月20日  | 高田馬場 四谷天窓                 |        |        |
| #34    | 5月8日   | 池袋BlackHole                     |        |        |
| #35    | 7月3日   | 船橋ROOTS                         |        |        |
| #36    | 9月11日  | 川越DEPARTURE                     |        |        |
| #37    | 11月6日  | 渋谷 TAKE OFF 7                   |        |        |

### Pickup from Now!!
アーティストからのコメントがメインのコーナー。MVが短く流れる場合もある。
放送履歴
| 話数   | 放送日   | アーティスト      |        |        |
| 2009年 | 2009年   | 2009年            | 2009年 | 2009年 |
| ------ | -------- | ----------------- | ------ | ------ |
| #1     | 4月4日   | 浅草ジンタ        |        |        |
| #2     | 5月9日   | WATER ROOM        |        |        |
| #3     | 5月16日  | Sleepyhead Jaimie |        |        |
| #4     | 6月13日  | JACREN            |        |        |
| #5     | 7月4日   | CHIHIRO           |        |        |
| #6     | 8月29日  | 宏美              |        |        |
| #7     | 11月21日 | 1000say           |        |        |
| 2010年 |          |                   |        |        |
| #8     | 1月16日  | はるのまい        |        |        |
| #9     | 2月27日  | 高田リオン        |        |        |
| #10    | 5月22日  | GLASS TOP         |        |        |
| #11    | 7月17日  | パオ              |        |        |
| 2014年 |          |                   |        |        |
| #12    | 3月8日   | SPARKLING☆CHERRY  |        |        |

### Kayocoのサントラ☆コネクション
2008年11月にスタート。シンガーソングライターのKayocoが、毎回オリジナルサウンドトラックCDを1枚取り上げ、1曲ピックアップして実際に演奏するコーナー。2009年3月に終了。
- 2008年11月22日放送…ドラマ『ROOKIES』サントラから「愛のテーマ」を演奏
- 2008年12月20日放送…ドラマ『流星の絆』サントラから「獅子座流星群」を演奏
- 2009年1月24日放送…ドラマ『世界の中心で、愛をさけぶ』サントラから「朔と亜紀」を演奏
- 2009年2月14日放送…映画『恋空』サントラから「空に恋して」を演奏
- 2009年3月21日放送…ドラマ『本日も晴れ。異状なし』サントラから「ほし 〜行逢いぶさVer.〜」を演奏

### 夏恒例ロケ企画

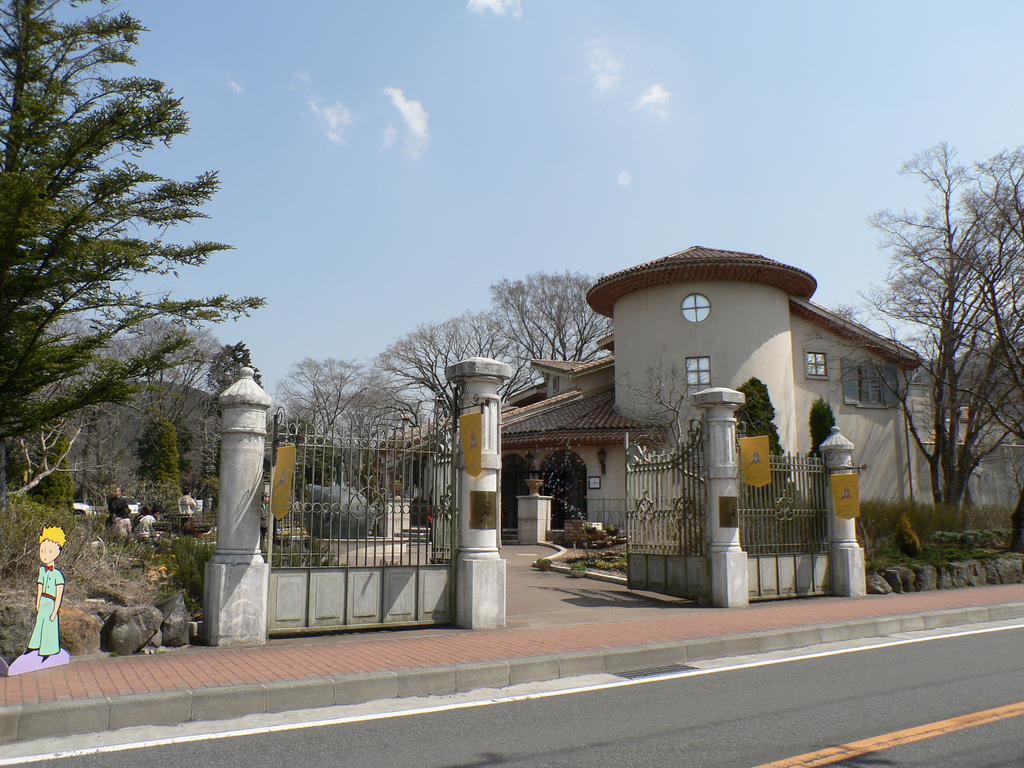
駒田アナ&小阪時代の2005年7月にロケを行った箱根★サン＝テグジュペリ 星の王子さまミュージアム

夏恒例ロケ企画というのがあった（2008年の鹿谷弥生20歳へのカウントダウン企画・誕生会として放送されて以来、行われていない）。
- 2004年8月…岩佐出演期、千葉県・木更津のホテル三日月龍宮城
- 2005年7月…小阪出演期、神奈川県箱根町にある「箱根★サン＝テグジュペリ 星の王子さまミュージアム」
- 2005年8月…小阪出演期、入生田の長興山 紹太寺
- 2006年8月…北乃出演期、静岡県裾野市にある富士サファリパーク
- 2007年9月…倉科出演期、東京湾クルージング、月島もんじゃ焼き、足マッサージ
- 2008年9月…鹿谷出演期、着物和moonあとりえ、笑龍、OUTLET、焼肉トラジ園

この内「星の王子さまミュージアム」はこの番組を制作しているTBSトライメディアが、同所の運営にも携わっている。

### 冬ロケ企画
- 2008年12月…桜庭出演期、赤坂サカス、地中海料理「アネッサ」

## イベント
番組主催により行われたイベントは下記の通り

### 佐武宇綺定例会見
開運音楽堂プレゼンツとして2010年1月29日に小岩のライブシアター・オルフェウスで行われた番組初のスピンオフイベント。佐武宇綺の他、シークレットゲストとして新川優愛が登場した。放送や配信などが一切行われなかったため、詳しい内容は参加者以外は分からない。なお、その後の放送で「この時集めたアンケート結果に基づいてゲストのキャスティングをしている」と語っている。また、このイベントで初めて使われたうーちゃんまんの指し棒が、その後の放送でよく使われるようになった。

### ドキドキ!開運音楽堂 公開収録
サブタイトルが「玉城ティナは何をしても本当にかわいいか検討会」。2013年7月23日、講談社の一室に観覧者を集め、公開収録の形で同コーナーの出演者である玉城ティナと菊地智義に、ゲストとして大場はるか（ミスiD2013）を加えトークショーとして開催された。同年8月3日にコーナーの第3回目として放送された。

## 講談社との関連

### ミスマガジン

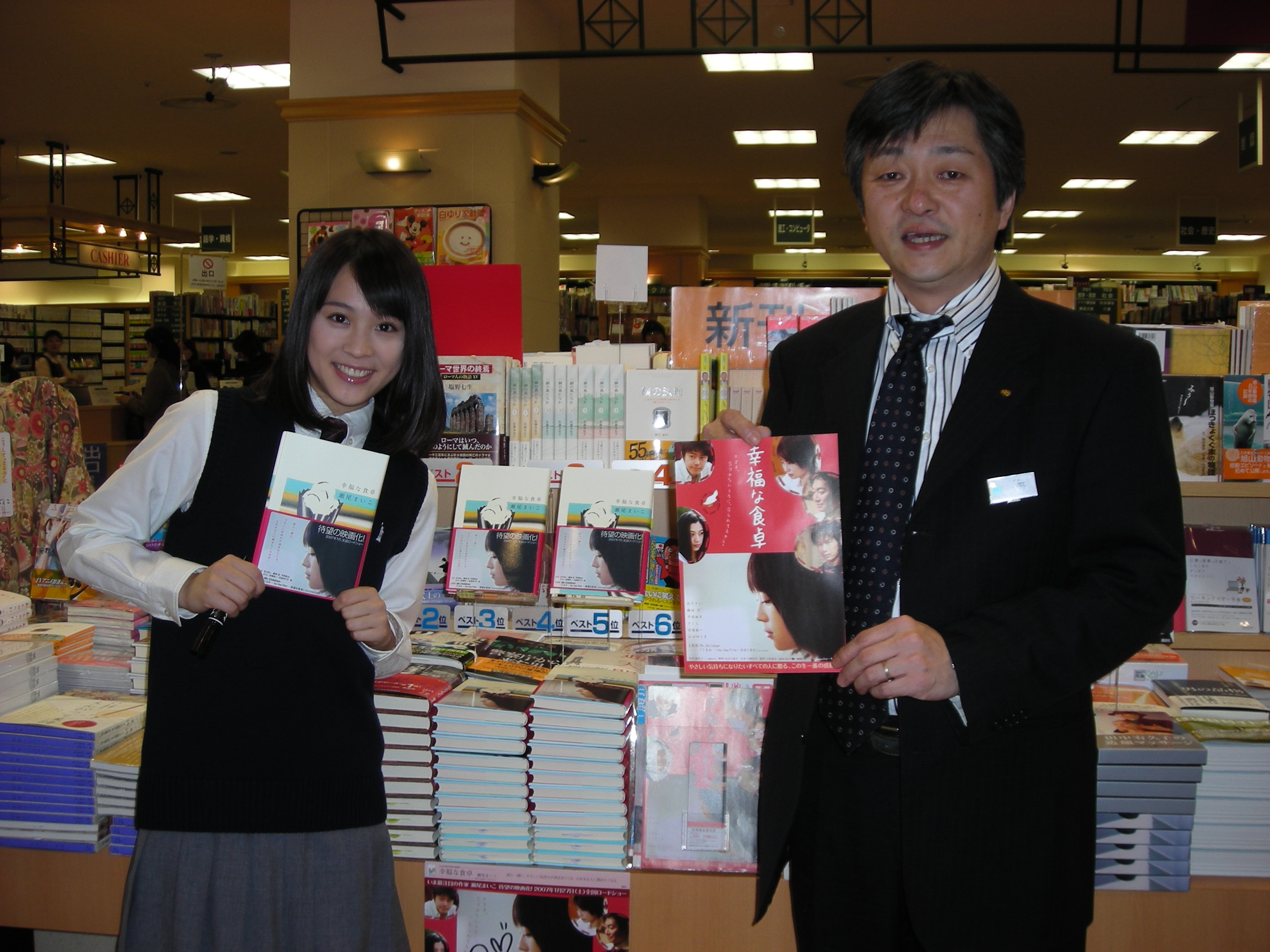
ミスマガジン2005グランプリで、当番組の3代目アシスタントを務めた北乃きい

この番組とミスマガジンとの結びつきは強く、アシスタントは2003年以降の歴代のグランプリ受賞者が担当していた。番組内では度々ミスマガジン関連のDVD・イベント・写真集の紹介が行われ、逆に放送時間の変動やコスプレ放送、ミスマガジンの代替わりなどがある場合、講談社が運営しているミスマガジンの公式サイトで告知されていた。倉科の代から13ヶ月間出演するようになり、最後のひと月は次代のアシスタントとダブルキャストで放送された。10月の放送は前年とその年のミスマガジングランプリ2人の共演が楽しめた。2010年11月27日の放送にゲストとして2001グランプリの加藤未央が出演したため、少年マガジン・ヤングマガジン共催となった2001年以降のグランプリ受賞者でこの番組に出演していないのは2002グランプリの和希沙也だけとなっていた。
2012年のミスマガジン休止によりこの流れは途絶えたが、2018年にミスマガジンが再開すると、2019読者特別賞のぴーぴる（963）を最初に受賞者の出演が復活。2020グランプリの新井遥、2020読者特別賞の早川渚紗（Pimm's）、2021読者特別賞の辻優衣が出演した。2022年10月15日の放送のPiXMiX回に2021グランプリの和泉芳怜が出演しアシスタントを務めた。2023年4月には2022グランプリの瑚々が出演した。
グランプリと読者特別賞を重視する傾向がある。

### 佐武宇綺
ミスマガジンではグランプリ以外にも、週刊少年マガジン賞やヤングマガジン賞など各賞の受賞者がいたが、ゲストかビデオコメントでほんの数回出演する程度にしか扱われなかった。しかし、2009年の読者特別賞・佐武宇綺だけは唯一これに当てはまらない。
桜庭番組卒業の回にスタッフの一員として登場。アシスタントが小林さりの代になり、看板コーナー（うっきーの○○○コーナー）を持ったものの、同期の小林がグランプリで佐武は読者特別賞ということもあり、小林よりは格下（佐武は＜グランプリ代行＞）のポジションだった。アシスタントが新川にかわると、年齢も上でミスマガジンでも先輩、さらには＜"自称"番組プロデューサー＞という肩書きを得たこともあって独自のポジションを確立。歴代グランプリをはるかに超える2009年11月14日 - 2014年5月3日という長期間のレギュラー出演となった。
2010年12月11日の放送で、女性出演者で初の14ヶ月連続出演記録を達成したと発表された（歴代グランプリが13ヶ月出演のため）。その後も2011年7月まで（21ヶ月連続出演）伸びていたが、続く8月に出演しなかったため記録は途絶えた。
2014年5月3日の放送で「旅立つ」という表現で番組を去った（佐武が所属する「レプロエンタテインメント マネジメント4部」のTwitterアカウントでは放送の事前にこの放送が最後の出演であると予告していた）。

### スタッフとしての佐武宇綺
番組登場当初からスタッフを兼ねている事がブログやイベントで告白されている。事実、自身の出番ではない時も声だけが聞こえていたり、手だけ見切れていたり、フリップを渡しに急にはっきり見切れたりしている。赤荻から話を振られ、画面の外から会話に参加することも少なくない。予告なくまったく登場しない回もあり、スタッフとしての登場パターンはランダム。スタッフとして登場した場合はエンディングのスタッフロールに、他のスタッフに混じって名前が表記される。
＜"自称"番組プロデューサー＞という肩書きがついてからは「この番組に出演したい人は私に電話して下さいね」などとプロデューサーを意識した発言が目立つようになり、やがては略して「番P（バンピー）」と呼ばれるようになった（余談だが、佐武がメンバーのアイドルユニットは、略称と同音のbump.yではなく9nineである）。2011年3月5日の放送では1年半ぶりにスタジオに出演した桜庭（bump.yメンバー）からも「なかなか呼ばれないんですもん番Pさんに」と言われている。
番組からの重要な発表は佐武が行うことが多く、2012年7月7日の放送では「2012年のミスマガジンがリニューアルのためにお休み」であるという重大発表も佐武が行っている。
佐武はコーナー司会やスタッフとして以外にも2010年10月2日の放送では小林と2人組司会として登場したり、同10月23日の小林初ドライブロケではカメラマン、世界バレー関連の食べ物リポートではリポーターとして登場するなどして、自由なポジションで活躍している。2011年7月9日放送の特別企画「ミスマガジン2011お披露目イベント直前SP」では、本来司会の赤荻が番組を休んだため、司会席に座って小声で「乗っ取ったぜ」とつぶやいた。なお、その「ミスマガジン2011お披露目イベント」では会場の東京ジョイポリスで、マスコミの一員としてカメラをかまえ取材する姿が目撃されている。
2013年3月22日、佐武が講談社主催の「ミスiD2014」の選考委員に就任することが発表された。ミスiDのWebサイトの肩書きは「9nine／TBS「開運音楽堂」番P」と表記されている。また、その選考結果としてミスiD2014 佐武宇綺賞を受賞した河内が、番組の第11代アシスタントに起用された。

### ミスiD
2013年3月23日の放送で、佐武宇綺の「ミスiD2014 選考委員」への就任発表と同時に、番組もミスマガジンからミスiDへとシフトする事が発表された。さらに、その活動が同年5月から開始することも発言されたが、発言の通り2013年5月18日の放送から、ミスiD2013のグランプリである玉城ティナと、菊地智義（ポテト少年団）の2人が出演する新コーナー「ドキドキ!開運音楽堂」がスタートした。同コーナーは同年10月19日に終了することになるが、終了前の同年10月5日の放送からミスiD2014佐武宇綺賞の河内が「アシスタント研究生（後に第11代アシスタントに昇格）」としてスタジオに登場した。ミスiD2015では加藤が選考委員になったほか、特に関連はなく、ミスiD2016以降は当番組への受賞者出演実績がない。

### 加藤一華
ミスiD2014でアマテラス特別賞を受賞後、2013年12月の放送から何の予告も紹介もなくスタジオに登場した。徐々に出演時間が延びて正体が明かされていき、2014年2月から3月にかけては不在だった佐武の穴を埋め、4月には河内が初代となっている「MissKaiun」の管理委員に就任したこともあってレギュラー出演者の一人となった。つづく5月3日には佐武が番組を去ったため、佐武担当コーナーだった開運特報!!の進行役ほか、佐武が築いた番組内のポジションを引き継いだ。河内が、岩佐から衛藤へとつながってきたミスマガジングランプリを由来とするラインの後継者である一方、加藤は佐武に由来する特別賞ラインの後継者。2015年6月13日の放送で番組を卒業した。番組卒業は新川優愛以来との説明があった。